# مفتي جمهورية الهند
مفتي جمهورية الهند أو مفتي الديار الهندية أو مفتي الأكبر للهند هو أرفع منصب ديني والأكثر نفوذاً ويرأس للمجتمع الإسلامي في الهند. يتم انتخاب المفتي الكبير من قبل منظمات العلماء المسلمين البارزين في جمهورية الهند ويتم تعيينهم من قبل الهيئة الانتخابية. يشغل منصب مفتي جمهورية الهند حاليًا الشيخ أبو بكر أحمد.

## وظيفة
المفتي الأكبر هو أعلى سلطة دينية في الوطن. دوره الرئيسي هو إبداء الرأي (الفتاوى) في الشؤون القانونية الإسلامية والشؤون الاجتماعية.

## مكتب
يقع مكتب المفتي الأكبر في نيودلهي، دلهي 110002.

## المفتية الأكبرية للشيخ أبو بكر أحمد
أدى الشيخ أبو بكر أحمد اليمين مفتيا لجمهورية الهند في 24 فبراير 2019 في رامليلا ميدان. وقد اليوم أول مفتيا الأكبر من جنوب الهند. تم انتخابه للمنصب الأعلى من قبل المجتمع الإسلامي في الهند.

## المهام
من أهم وظائف مفتي الجمهورية الهندية:
- تحديد بداية كل شهر قمري اعتمادا على رؤية القمر.
- الإجابة عن أسئلة المستفتين عبر المراسلات.
- تمثيل الجمهورية الهندية في الملتقيات العلمية والمؤتمرات وفي المجامع الإسلامية الإقليمية والدولية وإعداد الدراسات العلمية الموكلة إليه لتقديمها والإسهام بها.
- إبداء الرأي فيما يعرض عليه من كتب مدرسية أو وثائق وبحوث ودراسات ذات العلاقة بالدين الإسلامي.

## التاريخ
أول مفتي الهند الأكبر هو شاه فضل رسول بدايوني وقد تم تعينه من قبل الإمبراطور المغولي، محمد بهادر شاه. كان البدايوني باحثًا حنفيًا مشهورًا. ولديه معرفة عميقة في الفقه الإسلامي. تم نشر مجموعة فتاواه باللغة الأردية حول الموضوعات الإسلامية باسم تاریخی فتاویٰ، وحفيده عبد القادر البدايوني وهو أيضا كان مفتيا أكبر للهند. وفي فترة الحكم البريطاني، أشار علماء الإسلام في الهند إلى الإمام المجدد أحمد رضا خان البريلوي الذي كان الزعيم الروحي لمسلمي الحنفي في شمال الهند. انجذب الآلاف من الطلاب والعلماء إلى أعماله وطلبوا منه أن يصبح مفتيًا كبيرًا لكنه رفض وأراد أن يستغرق في النهضة التعليمية والكتابة. بدلاً من ذلك. انتُخب طالبه صدر الشريعة حضرة المفتي أمجد علي الأعظمي. كتابه مشهورة في الفقه الحنفي إسمه بحر الشريعة. وهذا الكتاب أصبح اليوم مرجعا في هذا الموضوع. كان شيخ العرب والعجم مولانا مصطفى رضا خان البريلوي مفتيا أكبر للهند خلال إدارة أنديرا غاندي. واحتج على برنامج تنظيم الأسرة الذي سنته الحكومة. 

## قائمة كبار المفتيين في الهند
| #                   | الاسم (الولادة - الوفاة) | مذهب                                                                | مكان                | أعمال وأنشطة أخرى                                               | ملاحظات                                                                                |
| القرن 16 - القرن 17 | القرن 16 - القرن 17 | القرن 16 - القرن 17                                                 | القرن 16 - القرن 17 | القرن 16 - القرن 17                                             | القرن 16 - القرن 17                                                                    |
| ------------------- | --- | ------------------------------------------------------------------- | ------------------- | --------------------------------------------------------------- | -------------------------------------------------------------------------------------- |
| 1                   | - عبد القادر البدايوني (21 أغسطس 1540 - 5 نوفمبر 1615) ملا عبد القادر بدایونی (Arabic & Urdu) | حنفية                                                               | بدايون              | مؤلف منتخب التواريخ (عربي)                                      | قام الإمبراطور المغولي، أكبر، بتعيينه مفتيا للهند عام 1574 حيث قضى معظم حياته المهنية. |
| القرن 17            | |                                                                     |                     |                                                                 |                                                                                        |
| القرن 18            | |                                                                     |                     |                                                                 |                                                                                        |
| القرن 19            | |                                                                     |                     |                                                                 |                                                                                        |
| 5                   | - (1 يوليو 1798 - 8 أغسطس 1872) شاہ فضلِ رسول قادری بدایونی (Urdu, his native language), شاه فضل رسول قدري بدایونی (Arabic)                                                                        | حنفية                                                               | بدايون              | Author of Tarikhi-Fatwa (Urdu)                                  | Badayuni was appointed by the final سلطنة مغول الهند Emperor, محمد بهادر شاه.          |
| القرن 20            | |                                                                     |                     |                                                                 |                                                                                        |
| 7                   | - أمجد علي الأعظمي (نوفمبر 1882 - 6 سبتمبر 1948) صدر الشريعہ مفتى محمد أمجد على اعظمى (اللغة الأردية, his native language), مفتى أمجد على أعظمى (Arabic)                                          | حنفية                                                               | بريلي               | Author of بهار شريعت (Urdu)                                     | Appointed by the Electoral college.                                                    |
| 8                   | - مصطفى رضا خان (18 يوليو 1892 - 11 نوفمبر 1981) مصطفٰی رضا خان قادری نوری (اللغة الأردية, his native language), مصطفى رضا خان القادري النوري (Arabic)                                             | حنفية                                                               | بريلي               | Author of Fatawa Mustawafiyah (Arabic)                          | Appointed by the Electoral college.                                                    |
| القرن 20 - القرن 21 | |                                                                     |                     |                                                                 |                                                                                        |
| 9                   | - أختر رضا خان (23 نوفمبر 1943 - 20 يوليو 2018) تاج الشریعہ اختر رضا خان (اللغة الأردية, his native language), مفتي اختر رضا خان (Arabic)                                                         | حنفية                                                               | بريلي               | Founder of Jamiatur Raza and Author of Azhar Ul Fatawa (Arabic) | Appointed by the Electoral college.                                                    |
| القرن 21            | |                                                                     |                     |                                                                 |                                                                                        |
| 10                  | - أبو بكر أحمد المسليار (22 مارس 1931 - ) കാന്തപുരം എ.പി. അബൂബക്കർ മുസ്‌ലിയാർ (اللغة الماليالامية, his native language), سلطان العلماء، قمر العلماء، أبو الأيتام الشيخ أبوبكر أحمد الباقوى المليباري (Arabic) | شافعية believer. He is issues the fatwas as per four Sunni Schools. | Kanthapuram         | President of الإسلام في الهند and Chancellor of the مركز        | Appointed by the Electoral college.                                                    |

## مقالات ذات صلة
- الشيخ أبو بكر أحمد
- الإسلام في الهند
- المفتي الأكبر

## روابط خارجية
- الموقع الرسمي
- نبذة عن المفتي الكبير على موقع المنتدى العالمي للصوفي
- مفتي جمهورية الهند  على فيسبوك.
- GrandMuftiIndiaعلى تويتر.